# Наньчун
Наньчу́н (кит. упр. 南充, пиньинь Nánchōng）— городской округ в провинции Сычуань КНР. Название в переводе означает «южнее уезда Чунго».

## История
При империи Западная Хань были образованы уезды Аньхань (安汉县) и Чунго (充国县). При империи Суй в 598 году уезд Аньхань, размещавшийся южнее бывшего Чунго был переименован в Наньчун (南充县).
В 1950 году был создан Специальный район Наньчун (南充专区) провинции Сычуань, в подчинение которого перешли город Наньчун (созданный из урбанизированной части уезда Наньчун) и уезды Наньчун, Наньбу, Ланчжун, Сичун, Иншань, Илун и Пэнъань. В 1970 году Специальный район Наньчун был переименован в Округ Наньчун (南充地区).
3 июля 1993 года постановлением Госсовета КНР округ Наньчун был расформирован, а на его территории образованы городские округа Наньчун и Гуанъань. Город Наньчун и уезд Наньчун были расформированы, а на их территории образованы районы Шуньцин, Гаопин и Цзялин.

## Население
Основное население составляют ханьцы, имеется значительная община хуэй.

## Административно-территориальное деление
Городской округ Наньчун делится на 3 района, 1 городской уезд, 5 уездов:
| Карта | Карта          | Карта    | Карта     | Карта         | Карта            | Карта         | Карта                      |
| ----- | -------------- | -------- | --------- | ------------- | ---------------- | ------------- | -------------------------- |
|       |                |          |           |               |                  |               |                            |
| #     | Статус         | Название | Иероглифы | Пиньинь       | Население (2004) | Площадь (км²) | Плотность населения (/км²) |
| 1     | Район          | Шуньцин  | 顺庆区    | Shùnqìng qū   | 620 000          | 545           | 1138                       |
| 2     | Район          | Гаопин   | 高坪区    | Gāopíng qū    | 570 000          | 812           | 702                        |
| 3     | Район          | Цзялин   | 嘉陵区    | Jiālíng qū    | 680 000          | 1170          | 581                        |
| 4     | Городской уезд | Ланчжун  | 阆中市    | Lángzhōng shì | 860 000          | 1877          | 458                        |
| 5     | Уезд           | Наньбу   | 南部县    | Nánbù xiàn    | 1 240 000        | 2305          | 538                        |
| 6     | Уезд           | Иншань   | 营山县    | Yíngshān xiàn | 900 000          | 1633          | 551                        |
| 7     | Уезд           | Пэнъань  | 蓬安县    | Péng'ān xiàn  | 680 000          | 1334          | 510                        |
| 8     | Уезд           | Илун     | 仪陇县    | Yílǒng xiàn   | 1 060 000        | 1695          | 625                        |
| 9     | Уезд           | Сичун    | 西充县    | Xīchōng xiàn  | 640 000          | 1108          | 578                        |

## Экономика
Центр нефтяной и газовой добычи. Развиты нефтепереработка, железнодорожное и энергетическое машиностроение, производство автомобильных комплектующих, текстиля и строительных материалов, шелководство, химическая, мясная, табачная и сахарная промышленность.
В Наньчуне базируются завод дизельных двигателей для локомотивов Dongfeng Motor Industry, завод электрических котлов BECE Legend Group, пищевые предприятия Huiyuan Food & Beverage, Sichuan Runfeng Meat Foodstuff, Sichuan Qixiang Food и Langzhong Guanglu Frozen Foodstuff, текстильная фабрика Nanchong Silk Mill, химическая фабрика Nanchong Quanzheng Plastic.
Деловой и коммерческий центр Наньчуна расположен в районе Шуньцин, район Ланчжун является популярным туристическим центром. В округе развито сельское хозяйство: выращивают овощи, рис и апельсины, разводят свиней и тутового шелкопряда. Китайско-французский научно-технический сельскохозяйственный парк развивает «умные» теплицы.

## Транспорт

### Автомобильный
Наньчун соединен скоростными автомагистралями с городами Чэнду, Чунцин и Гуанъань; округ пересекают национальные шоссе Годао 318 (Шанхай — Тибет) и Годао 212 (Ланьчжоу — Чунцин).

### Железнодорожный
Основными магистралями являются скоростная железная дорога Дачжоу — Чэнду и железная дорога Чунцин — Ланьчжоу.

### Авиационный
Аэропорт Наньчун-Гаопин в 2021 году обслужил 924 тыс. пассажиров и 3,1 тыс. тонн грузов.

### Речной
Порт на реке Цзялинцзян, притоке Янцзы.

## Образование
- Юго-западный нефтяной университет
- Китайский западный педагогический университет
- Северо-Сычуаньский медицинский университет
- Наньчунский технический колледж

## Известные уроженцы
На территории современного Наньчуна родились историк Чэнь Шоу (233), государственный и политический деятель Чжан Лань (1872), военные и политические деятели Чжу Дэ (1886) и Ло Жуйцин (1906), солдат Чжан Сыдэ (1915).